# Sangre y mierda
Sangre y mierda es el cuarto álbum de estudio de la banda de punk vasca Gatillazo.
El disco fue publicado a principios de marzo de 2011, y es la primera grabación en la que participa el guitarrista Ángel.

## Lista de canciones
1. ¡Esto es vida!
2. Treinta y tres
3. El caos perfecto
4. Un poco de respeto
5. No love
6. Guerra social
7. Hasta aquí hemos llegao
8. Dos sabores
9. Vistiendo al muñeco
10. Mucha muerte
11. Básicamente mierda
12. No quiero Dios
13. Sangre y mierda
14. Hoy palmamos

## Personal
- Voz: Evaristo
- Guitarra: Txiki
- Guitarra: Ángel
- Bajo: Butonbiko
- Batería: Tripi